# Горішня Биркова
Горішня Би́ркова (болг. Горна Биркова) — село в Пазарджицькій області Болгарії. Входить до складу общини Велинград.

## Населення
За даними перепису населення 2011 року у селі проживали 212 осіб.
Національний склад населення села:
| Національність   | Кількість осіб | Відсоток |
| ---------------- | -------------- | -------- |
| турки            | 30             | 19,7%    |
| болгари          | 22             | 14,5%    |
| інша             | 99             | 65,1%    |
| Всього відповіли | 152            |          |

Розподіл населення за віком у 2011 році:
Динаміка населення: